# 이계윤
이계윤(1973년 5월 22일 ~ )은 한국의 여자 성우다. 1995년 10월 CJ E&M 성우극회 공채 1기로 입사했다. "이명선"이란 이름으로 데뷔 때부터 오랫동안 활동하였으나, 2012년 6월 29일부터 "이계윤"이라는 개명한 이름으로 활동중이다.

## 특징
- 1973년 5월 22일 부산 출생으로 혈액형은 B형이다.
- 1995년 10월 투니버스 1기로 입사하여 1998년 10월부로 프리랜서가 되었다.

## 출연 작품
굵은 글씨는 메인 캐릭터.

### TV 애니메이션
- 3x3 eyes (투니버스) - 친밍
- 7인의 나나 (퀴니) - 여덟째 나나
- Go! Go! 다섯 쌍둥이 (투니버스) - 남이
- Yes! 프리큐어5 (대원방송) - 최가영(미나즈키 카렌) / 큐어 아쿠아
  - Yes! 프리큐어5 Go Go (대원방송) - 최가영 / 큐어 아쿠아
- 금색의 갓슈벨 (대원방송) - 제온 벨
  - 갓슈벨Final (대원방송) - 제온 벨
- 강철의 연금술사 (대원방송) - 이즈미 커티스
- 건담 윙 (투니버스) - 루크
- 건스미스 캣츠 (투니버스) - 라디노프
- 건퍼레이드 마치 (투니버스) - 하라 모토코
- 고인돌가족 플린스톤 (투니버스) - 아놀드
- 고쿠센 (투니버스) - 야마구치 쿠미코
- 교향시편 유레카7 (애니맥스) - 유레카
- 그 남자! 그 여자! (투니버스) - 채은서(미야자와 유키노)
- 괴짜가족 (투니버스) - 변새나, 야던조
- 괴담 레스토랑 (투니버스) - 손가연, 사신
- 꿈의 크레용 왕국 (투니버스) - 스톤스톤
- 나루토 (투니버스) - 이노
  - 나루토 질풍전 (투니버스) - 이노
- 나의 지구를 지켜줘 (투니버스) - 링
- 나의 파트라슈 (투니버스) - 네로
- 닷핵 (온게임넷) - 라비린
- 더그의 일기 (투니버스) - 네드
- 더티패어 (투니버스) - 플래시 프레이어
- 드래곤 드라이브 (투니버스) - 오오조라 레이지
- 드래곤파이터2 (투니버스) - 호왕
- 대운동회 OVA (투니버스) - 미란다 아커 발터
- 떴다! 방울이 (투니버스) - 하양
- 따끈따끈 베이커리 (투니버스) - 성유란
- 딸기 마시마로 (애니맥스) - 이토 노부에
- 록맨 에그제 (투니버스) - 레오, 쥬쥬
  - 록맨 에그제 스트림 (투니버스) - 레오
  - 록맨 에그제 엑세스 (투니버스) - 레오
- 루니 툰 - 벅스 버니와 대피 덕 (카툰네트워크) - 롤라 버니
- 마법의 스테이지 팬시라라 (투니버스) - 박순미(매니저)
- 멀티랜서 투니버스) - 실비
- 몬스터 (투니버스) - 에바
- 못말리는 타잔 (투니버스) - 제인
- 무지개요정 통통 (KBS) - 루비넷
- 미르모 퐁퐁퐁 (SBS) - 비케, 미모모
- 밀라의 뒤죽박죽 동화여행 (EBS) - 밀라
- 바람의 검심 (애니원) 고하 미나(다카니 메구미), 어린사노
- 보노보노 (투니버스) - 아로리, 멍멍이, 돌이돌이, 회내기
- 버블검 크라이시스 (투니버스) - 린다
- 배틀짱 (투니버스) - 래미
- 선녀전설 세레스 (애니원) - 큐 / 세라
- 스쿨럼블 (애니원) - 스오우 미코토
- 슬레이어스 NEXT (투니버스) - 헬 마스터 피브리죠
  - 슬레이어스 TRY (투니버스) - 피리아 울 콥트
- 시티헌터 (투니버스) - 사우리
- 시험의 신 (투니버스)
- 신비의 세계 엘하자드 (투니버스) - 진유경, 유령
- 신의 괴도 잔느 (투니버스) - 강채영
- 아따맘마 (투니버스) - 오아리
  - 새로운 아따맘마 (투니버스) - 오아리
  - 아따맘마 2023 (브라보키즈) - 오아리
- 아미테이지3 (투니버스) - 켈리맥케논
- 아즈망가 대왕 (투니버스) - 이태희
- 아침안개의 무녀 (투니버스) - 세이코
- 엄마는 4학년 (투니버스) - 영은
- 엄지공주의 모험 (투니버스) - 하피
- 여신전사 (투니버스) - 시앙
- 요괴인간 타요마 (투니버스) - 고양이 소녀
- 요술공주 샐리 (투니버스) - 다링다링
- 우주인 타로 (투니버스) - 토비
- 울프스 레인 (투니버스) - 쟈가라
- 은하철도999 (투니버스) - 크레아
- 이트맨 (투니버스) - 아니나, 저스틴
- 웨딩피치DX (투니버스) - 사루비아
- 소녀전사 익셀리온 (투니버스) - 익셀
- 슈가슈가 룬 (투니버스) - 쇼콜라 메이율
- 슈퍼 갤즈(퀴니) - 고토부키 란
- 스피어즈 (MBC) - 이호준, 나롱이, 틸라
- 시리얼 익스페러먼츠 레인 (투니버스) - 레인
- 자이언트 로보 (투니버스) - 구선호
- 작은 눈의 요정 슈가 (투니버스) - 솔트
- 정글은 언제나 맑음 뒤 흐림 (투니버스) - 화니
- 졸업 (투니버스) - 누리
- 쫑아는 사춘기 (MBC 무비스) - 보라
- 초인로크 (투니버스) - 플로라
- 출동 꼬깔 구조대 (투니버스) - 케이트
- 출동 메가트레인 (투니버스) - 폭폭이
- 타이니툰 (투니버스) - 몬티
- 트리니티 블러드 (투니버스) - 이온 포르투나
- 트윈 스피카 (투니버스) - 장영실
- 카레이도 스타 (투니버스) - 메이 왕
- 캐릭캐릭 체인지 (투니버스) - 다이아, 케이, 애리
  - 캐릭캐릭 체인지 두근두근 (투니버스) - 다이아, 루루 엄마, 리카
  - 캐릭캐릭 체인지 파티 (투니버스) - 다이아
  - 캐릭캐릭 체인지 쁘띠 (투니버스) - 다이아
- 크르노 크루세이드 (투니버스) - 사테라 하벤하이트
- 파워 레인져 라이트 스피드 레스큐 (투니버스) - 페어웨더
- 피타텐 (투니버스) - 강세준
- 후르츠 바스켓 (애니원) - 송이주[소마 리츠]
- 톰과 제리 극장판 (카툰네트워크) - 제리
- 페콜라 (MBC) - 페콜라
- 도기 파라다이스 (KBS)
- 하얀마음 백구 (SBS) - 종윤
- 그린나이츠 (KBS)
- 마리이야기 (MBC) - 요, 살구, 나비, 왕따
- 동화 읽어주는 TV (MBC)
- 마법천자문 (MBC)
- 어벤져 (애니맥스) - 레이라 아슈레이
- 듀얼 레전드 제로 (재능TV) - 후아유
  - 듀얼 레전드 쇼크 (재능TV) - 후아유
- 오! 패밀리 (투니버스)
- 호리 (투니버스) - 무스탕
- 프란체스코의 아름다운 세상 (투니버스) - 가브리엘라
- 뽀빠이 (투니버스) - 피빠이
- 검비의 모험 (투니버스)
- 와라! 편의점 (투니버스) - 김혜연
- 토라도라 (애니맥스) - 스미레, 마야
- 머더 프린세스 (애니맥스) - 아리타 포랜드
- 에어기어 (애니맥스) - 미캉
- 서쪽의 착한 마녀 (애니맥스) - 레안드라, 레리아
- 그녀는 매직걸 (애니맥스) - 쿠로스 유리
- 갤럭시 엔젤A (애니맥스) - 메리, 여군1, 공항안내방송, 로즈다트 함장, 시민2, 레베카
- 졸업 - 세일러 빅토리 (애니맥스) - 누리
- 머나먼 시공 속에서 - 무일야 (애니박스) - 고텐구
- 워킹맨 (애니박스) - 히로코
- 케빈이 잠든 사이에 (투니버스) - 티스푼
- 미소녀 전사 익셀리온 (투니버스) - 익셀
- 수퍼멍멍이 레츠고 테피 (카툰네트워크) - 빅토리아, 쇼콜라, 할머니, 존 주인
- 부기팝은 웃지 않는다 (투니버스) - 품품
- 무적 철가방 (투니버스) - 오니마루 미키
- 더티페어 FLASH (투니버스) - 프레이어
- 델토라 퀘스트 (애니맥스) - 태간
- 꼬마여신 카린 (카툰네트워크) - 키리카, 어린 미치루
- 명탐정 코난 (투니버스) - 송준
- 탐정학원 Q (투니버스) - 히쓰키
- 블리치 (투니버스) - 요루이치
- 사무라이 참프루 (투니버스) - 쇼스케
- 오란고교 사교클럽 (투니버스) - 카나코
- 메르헤븐 (투니버스) - 라푼젤
- 극상학생회 (챔프) - 미우라
- 아가사 크리스티의 명탐정 포와로와 마플 (투니버스) - 오팔센 부인
- 에어마스터 (투니버스) - 하나미
- 꽃보다 남자 (투니버스) - 연소이
- 천공전사 젠키 (투니버스) - 안쥬, 서미리
- 바람의 전사 (투니버스)
- 무적용사 사자왕 (투니버스) - 노아
- 멜티랜서 (투니버스) - 실비
- 구름처럼 바람처럼 (투니버스) - 금후비
- 오즈 (투니버스) - 1019
- 아미테이지 더 서드 (투니버스) - 켈리 멕케논
- 말짱 꽝돌이 (투니버스) - 보로트
- 피블의 모험4 (MBC 무비스) - 무세, 토니
- 장화신은 고양이 - 질
- 코스모워리어 제로 (DVD) - 마리나
- 은하철도 999 리턴즈 1 - 신비소녀 쥬라 (MOVIE) - 철이
- 나루토 SD - 록 리의 청춘 닌자전 (투니버스) - 이노
- 빨간 머리 앤 - 그린 게이블로 가는 길 - 레이첼, 플로라
- 꼬마유령 캐스퍼 : 메리 고스트마스 (카툰네트워크) - 캐롤, 스푸키
- 키마의 전설 (카툰네트워크) - 크롤러
- 웨딩피치 (투니버스) - 사루비아
- 은하로 킥오프 (애니맥스) - 오태양
- 신비아파트 고스트볼 더블X: 수상한 의뢰 (투니버스) - 향랑각시, 세아 엄마
- 신비아파트 고스트볼 ZERO (투니버스) - 해원 엄마
- 학교유령 (투니버스)
- 텐카이 나이트 (대원방송) - 글렌/브레이브

### 애니메이션 영화
- 명탐정 코난: 제로의 집행인 - 이수인
- 극장판 요괴워치: 섀도우 사이드 도깨비 왕의 부활 - 고양이 소녀
- 극장판 짱구는 못말려: 아뵤! 쿵후보이즈 ~라면 대란~ - 란
- 러브 칵테일 - 유리
- 온워드: 단 하루의 기적 - 그레클린
- 소울 - 룰루

### 웹투니메이션
- 와라! 편의점 The animation - 김혜연 (네이버 만화)

### 특수촬영 드라마
- 자이언트 세이버 (투니버스) - 미스 키
- 파워레인저 레스큐 (투니버스) - 페어웨더

### 외화 드라마
- 리지는 사춘기 (투니버스) - 고도
- 죽어도 예쁜 걸 (투니버스) - 그렌들, 밀러 선생
- 어린이 경찰 (투니버스) - 마츠다 린코

#### 영화
- 꿈의 질주 (EBS) - 에리카 엔더스 (베벌리 미첼)
- 딥 블루 씨 (SBS) - 프리처의 앵무새(메리 케이 버그먼)
- 룩 앳 미 (SBS) - 로리타 (마릴루 베리)
- 리썰 웨폰 3 (SBS)
- 미 마이셀프 앤드 아이린 (SBS)
- 벤10: 과거로의 질주 (카툰네트워크) - 산드라 (베스 리틀포드), 참캐스터
- 벤10: 에일리언 스웜 (카툰네트워크) - 참캐스터
- 세 남자와 아기 바구니 : 18년 후 (SBS) - 마리 (마들렌 베송)
- 슈가&스파이스 (SBS) - 클레오 (멜리사 조지)
- 진용 (SBS)
- 콜래트럴 데미지 (SBS) - 맷(에단 댐프)
- 킬 빌 (SBS) - 버니타(비비카 A. 폭스)
- 탑건 (SBS) - 멧캐프 부인(린다 저건) / 구스의 딸
- 토르: 라그나로크 - 헬라(케이트 블란쳇)
- 하얀 풍선 (SBS) - 엄마 (페레슈테 사드레 오라파이)

### 게임
- 그랜드체이스 - 에이미
- 그랜드체이스 for kakao - 에이미
- 드래곤네스트 - 소서리스, 엘리멘탈로드, 포스유저
- 마그나카르타 - 아도라
- 마그나카르타2 - 르제필다 그레나 베를리네트
- 브라보뮤직
- 던전앤파이터 - 세리아 키르민(대전이 이전)
- 스타크래프트 II: 자유의 날개 - 여왕
- 스타크래프트 II: 군단의 심장 - 여왕, 자가라(Zagara)
- 센티멘탈 그래피티 - 마츠오카 치에
- 아이온
- 아트록스 - 블레이저, 클라우드
- 에어라이더 - 에띠
- 오토기 - 요모츠 히라사카 공주
- 창세기전 외전2 템페스트 - 앤 밀레니엄
- 창세기전3 파트2 - 죠안 카트라이트
- 테일즈 오브 데스티니2 - 해롤드 베르셀리오스
- 화이트데이: 학교라는 이름의 미궁 - 최은미, 한나영, 음악실 전화 목소리
- 파랜드택틱스3(파랜드오딧세이1) - 시엘라
- 포토제닉 - 마소노 무츠카, 마키노 히로토
- 아이엔젤 - 천사
- 루니아Z - 유키
- Let's Bravo Music - 해설
- 아머드 코어 넥서스 - 로스바이세, 훈련소 관제관
- 제노에이지 - 에르휘나 필리어스
- 레이디안 - 심연 속으로 - 아이미
- 슬라이쿠퍼 1, 2 - 카멜리타
- 디아블로3 - 여자 악마사냥꾼
- S4리그 - 여자 캐릭터
- 건담전기 - 탑, 지온 여군
- 테일즈런너 - 베라
- 월드 오브 워크래프트 - 아그라, 티란데 위스퍼윈드, 라나텔, 리아드린, 발리오나, 아그라
- 에이지 오브 코난
- 하프라이프2 - 시민 / 엑스트라
- 큐라레: 마법 도서관 - 델핀
- 히어로즈 오브 더 스톰 - 발라, 발리라, 티란데, 자가라
- 데스티니 차일드 - 주인공(오상욱)
- 쿠키런: 킹덤 - 정글전사 쿠키
- 그녀가 공작저로 가야했던 사정-레리아나 맥밀런

### CF
- 롯데제과 유희왕
- 아모스 아이클레이

### 기타
- 울어도 좋습니까 (옛날방송국) - 정희
- NOX 녹음